# Erik Sviatchenko
Erik Sviatchenko (ukrajinsky Ерік Сергійович Святченко, Erik Serhijovyč Svjatčenko; * 4. října 1991, Viborg, Dánsko) je dánský fotbalový obránce a reprezentant ukrajinského původu, který hraje od roku 2016 v klubu Celtic FC.

## Klubová kariéra
Erik Sviatchenko zahájil svou profesionální kariéru v dánském klubu FC Midtjylland. V Superligaen debutoval 8. 5. 2009 proti AC Horsens (výhra 3:2).
V lednu 2016 přestoupil do skotského popředního týmu Celtic FC.

## Reprezentační kariéra
Sviatchenko nastupoval za dánské reprezentační výběry U18, U19, U20 a U21.
V A-mužstvu Dánska debutoval 25. 3. 2015 v přátelském utkání v Aarhusu proti reprezentaci USA (výhra 3:2). V kvalifikaci na EURO 2016 ve Francii nastoupil v jednom utkání, 7. 9. 2015 v Jerevanu proti týmu Arménie (remíza 0:0). Dánsko se na evropský šampionát neprobojovalo, vypadlo v baráži s odvěkým rivalem Švédskem.